# Saksisch blauw
Saksisch blauw is de naam van een blauwe kleurstof die in 1744 te Saksen
werd ontdekt door Johann Christian Barth (Großenhain, 1700 - aldaar, 1759).
De kleurstof wordt verkregen door indigo te behandelen met zwavelzuur (sulfonering). Aldus ontstond een blauwe kleurstof die zich zeer goed leende voor het verven van wollen stoffen. Ook de decoratie van sommige soorten aardewerk staat bekend als Saksisch blauw.